# زقزاق نيوزيلاندي
زقزاق نيوزيلاندي (الاسم العلمي: Charadrius obscurus) هو نوع من الطيور يتبع جنس الزقزاق من فصيلة الزقزاقية.